# Rodriguinho Leme
Rodrigo de Gennaro Leme (Campinas, 9 de abril de 1980) é um voleibolista indoor brasileiro, atuante na posição de Levantador, premiado na edição da Superliga Brasileira A 2009-10 como Melhor Levantador, conquistou o título do Circuito Internacional de Vôlei de 2009 e o vice-campeonato Copa Internacional Banco Provincia Vóley na Argentina em 2009

## Carreira
Rodriguinho foi incentivado desde cedo a prática desportiva, seguiu os passos dos pais.Ele é filho do ex-voleibolista Luís Antônio Leme e da ex-técnica de voleibol Maricilda de Gennaro Leme, também sua irmã foi  voleibolista; sempre praticou vários esportes, mas predominou a paixão pelo voleibol.
Nos anos 90 iniciou sua trajetória defendo a  P.M. Nova Odessa.Tentou por duas vezes ingressar nas categorias de base do Esporte Clube Banespa nas peneiras concorridas e tradicionais da época, mas não foi selecionado devido a pouca idade.
Teve passagens também pelo Esporte Clube Pinheiros e Club Athletico Paulistano.Em 1995 atuava no elenco infantil do S.C. Corinthians Paulista  e participou da conquista do título do Campeonato Metropolitano nesta categoria, depois passou atuar pela equipe do E.C.Pinheiros  e foi convocado para Seleção Paulista para disputar o Campeonato Brasileiro de Seleções de 1996 e conquistou o título na categoria infanto-juvenil, realizado em  Garatuba-PR.
Em seguida defendeu as categorias de base de P.M. Americana e ainda juvenil transfere-se para o  Olympikus/Telesp em 1996, fazendo parte do elenco  adulto  que obteve o título do Campeonato Sul-Americano de Clubes de 1997, realizado em Buenos Aires, na Argentina.
Ainda no ano de 1997 jogando pelo Olympikus/Telesp , ainda com sede em Campinas,  o ouro nos Jogos Regionais e o segundo lugar no Campeonato Paulista , sagrando-se campeão da 61a edição Jogos Abertos do Interior  realizados em Bragança Paulista, época que o clube estava representando a cidade Indaiatuba.
Na temporada 1998-99 é contratado pelo Papel Report/Nipomed conquistando  em 1998 o bicampeonato nos Jogos Regionais, o vice-campeonato na 62a edição Jogos Abertos do Interior  realizados em Araçatuba, os títulos do Campeonato Paulista Juvenil e do Campeonato Paulista (adulto ), além do  vice-campeonato da Superliga Brasileira A 1998-99.
Em sua segunda temporada pelo Report/Nipomed  competiu na temporada 1999-00 conquistando o bicampeonato no Campeonato Paulista de 1999, no mesmo ano sagrou-se campeão dos Jogos Abertos do Interior , tricampeão nos Jogos Regionais e encerrou na quinta posição na primeira fase da correspondente Superliga Brasileira A, finalizando na sexta posição na segunda fase, edição que  registrou dez pontos, destes dois foram de ataques, cinco de bloqueios e três de saques.
No ano de 2000 conquistou o título do Campeonato Brasileiro de Seleções, representando a Seleção Paulista, categoria juvenil, este realizado em Uberlândia e renovou com  Zip Net/Fennab de Suzano conquistando o tetracampeonato nos Jogos Regionais e  bicampeonato nos Jogos Abertos do Interior, além do vice-campeonato no Campeonato Paulista de 2000 e na Superliga Brasileira A 2000-01 finalizou na oitava colocação, marcando em toda edição nove pontos, destes três foram de ataques, cinco de bloqueios e um apenas de saques.
Foi atleta na jornada seguinte do Lupo Náutico e conquistou o pentacampeonato nos Jogos Regionais de São Paulo e alcançou o sexto lugar na Superliga Brasileira A 2001-02, registrando quarenta e seis pontos, destes foram quinze de ataques, vinte e cinco de bloqueios e seis de saques.
Retornou ao Wizard/Suzano na jornada 2002-03, conquistando  em 2002 o tricampeonato nos Jogos Abertos do Interior de São Paulo, o segundo lugar nos Jogos Regionais,tricampeonato no Campeonato Paulista e o bronze na edição da Superliga Brasileira A 2002-03, registrando doze pontos, destes três foram de ataques, quatro de bloqueios e  cinco de saques.
Renovou com o Wizard/Suzano e disputou as competições do período esportivo 2003-04, alcançando no ano de 2003: o tetracampeonato nos Jogos Abertos do Interior de São Paulo, o hexacampeonato nos Jogos Regionais, o segundo lugar no Campeonato Paulista e a quarta posição na edição da Superliga Brasileira A 2003-04, marcando dez pontos, sendo cinco pontos de ataques, três de bloqueios e dois de saques.
Competiu pela UCS/Colombo na jornada 2004-05 finalizando na décima colocação na correspondente Superliga Brasileira A, registrando vinte e cinco pontos, dos quais quinze foram de ataques, seis de bloqueios e quatro de saques.
Defendeu  na jornada esportiva 2005-06 a Ulbra/Ferraz/São Paulo F.C  foi vice-campeão do Campeonato Gaúcho de 2005, mesmo posto obtido nos Jogos Abertos do Interior de São Paulo, realizados em Botucatu no mesmo ano e disputou a Superliga Brasileira A 2005-06 por este clube e encerrou na oitava posição.
Renovou com a Ulbra/Uptime e conquistou o título da Copa Samsung e do Campeonato Gaúcho, ambas em 2006 e antes conquistou o título da Copa Brasil Sul no mesmo ano e na Superliga Brasileira A 2006-07  conquistou o bronze.
Defendeu o Santander/São Bernardo,  foi capitão do time  conquistou ainda em 2007 o vice-campeonato dos Jogos Abertos do Interior em Praia Grande  e disputou a Superliga Brasileira A, edição que finalizou na sexta posição e nas estatísticas foi o quinto entre os melhores no fundamento de levantamento.
Recebeu uma proposta do voleibol europeu e transferiu-se para o clube italiano Framasil Pineto e encerrou na décima segunda posição da Liga A1 Italiana 2008-09 e nas estatísticas foi o nono entre os melhores levantadores e integrou a seleção dos doze melhores estrangeiros no All Star Games, sagrando-se campeão.
Foi repatriado na temporada seguinte pelo Bonsucesso/Montes Claros e disputou o título do Circuito Internacional de Vôlei em 2009, sediado em Montes Claros e conquistou o título desta commpetição.No mesmo ano foi vice-campeonato da Copa Internacional Banco Província  de Vóley  de 2009, realizada em Tortuguitas, na Argentina, também  disputou e obteve o título do Desafio Globo Minas e obteve o Campeonato Mineiro de 2009, chegou a grande final da edição da Superliga Brasileira A conquistando o vice-campeonato e foi eleito o Melhor Levantador  da competição.
Disputou mais uma jornada pelo BMG/Montes Claros , novamente capitão de um time, foi campeão do 2º Torneio de Vôlei Cidade de Juiz de Fora em 2010, neste mesmo ano  conquistou  o bronze no Campeonato Mineiro de 2010 e disputou a Copa Cimed no mesmo ano competição na qual conquistou o título.Por essa equipe disputou a Superliga Brasileira A 2010-11  e nesta edição ocupou o a sexta posição, nas estatísticas figurou na quarta posição entre os melhores defensores e ocupou o quinto lugar entre os melhores no levantamento.
O Medley/Campinas contrata Rodriguinho na temporada 2011-12 sendo heptacampeão dos Jogos Regionais em 2011 em Araçatuba, participou da conquista do segundo lugar nos Jogos Abertos do Interior em 2011,disputado em Santo André, mesmo posto obtido no Campeonato Paulista neste ano e após as quartas de finais da Superliga Brasileira 2011-12 encerrou por esta equipe na sétima posição.
Nas competições de 2012-13 renovou com o Medley/Campinas sagrando-se vice-campeão da Copa São Paulo de 2012, e mesma conquista obteve no Campeonato Paulista no mesmo ano e obteve o ouro nos Jogos Abertos do Interior de 2012 de Bauru e encerrou  na quinta posição na Superliga Brasileira A 2012-13.
Renovou com Vôlei Brasil Kirin/Campinas conquistou o vice-campeonato no Campeonato Paulista de 2013 e  o bronze na Copa Brasil de 2014 sediada em  Maringá, PR  e pela Superliga Brasileira A 2013-14 avançou até as semifinais  encerrando com o bronze.
Retornou ao Montes Claros para a temporada 2014-15 avançou até a fase das quartas de final na Superliga Brasileira A 2014-15, fato que o clube há quatro anos não alcançava encerrando na oitava colocação, foi quarto Melhor Levantador em eficiência da edição.
Rodriguinho reside em Sumaré com sua esposa  Cris e sua filha Rafaela Foi atleta da  São José dos Campos na temporada 2015-16,  foi semifinalista no Campeonato Paulista de 2015.Disputou por este clube a Copa Brasil de 2016 e encerrou na quinta posição e conquistou a última vaga para as quartas de final da Superliga Brasileira A 2015-16, finalizando na quinta posição; ele registrou 40 pontos, destes 23 de ataques, 9 de bloqueios e 8 de saques.
Retornou ao Vôlei Brasil Kirin/Campinas na temporada 2016-17 e renovou com este clube que passou a utilizar a alcunha na temporada 2017-18ːVôlei Renta/Campinas.

## Títulos e resultados
- Copa Internacional Banco Província Vóley:2009[43]
- Circuito Internacional de Vôlei:2009[41]
- Copa Brasil de Voleibol Masculino Copa Brasil:2014[66]
- Superliga Brasileira A:1998-99[6],2009-10[48]
- Superliga Brasileira A:2002-03[6],2006-07[31],2013-14[68]
- Superliga Brasileira A:2003-04[6]
- Campeonato Paulista:1998[6], 1999[6],2002[6]
- Campeonato Paulista:1997[6],2000[10],2003[6],2011[59] 2012[62],2013[65]
- Campeonato Mineiro:2009[47]
- Campeonato Mineiro:2010[51]
- Campeonato Gaúcho: 2006[29]
- Campeonato Gaúcho:2005
- Jogos Abertos do Interior de São Paulo:1997[11], 1999[6],2000[6],2002[6],2003[6],2012[63]
- Jogos Abertos do Interior de São Paulo: 1998[13],2005[26],2007[34],2011[58]
- Jogos Regionais de São Paulo:1997[6],1998[6], 1999[6],2000[6],2001[6],2003[6],2011[6]
- Jogos Regionais de São Paulo:2002[22]
- Desafio Globo Minas:2009[45]
- Copa Samsung de Clubes:2006[29]
- Copa Brasil Sul:2006[29]
- Copa Cimed de Clubes:2010[52]
- 2º Torneio de Vôlei Masculino Cidade Juiz de Fora:2010[6]
- Copa São Paulo:2012[61]
- Campeonato Brasileiro de Seleções Juvenil:2000[18]
- Campeonato Brasileiro de Seleções Infanto-Juvenil:1996[7]
- Campeonato Paulista Juvenil:1998[6]
- Campeonato Metropolitano Infanto-Juvenil: 1995[6]

## Premiações individuais
- 4º Melhor Levantador da Superliga Brasileira A 2014-15[73]
- 4º Melhor Defensor da Superliga Brasileira A 2010-11[55]
- 5º Melhor Levantador da Superliga Brasileira A 2010-11[55]
- Melhor Levantador da Superliga Brasileira A 2009-10[49]
- 5º Melhor Levantador da Superliga Brasileira A 2007-08[37]